# Laurel (Costa Rica)
Laurel es un distrito del cantón de Corredores, en la provincia de Puntarenas, de Costa Rica.

## Historia
Laurel fue creado el 22 de agosto de 1995 por medio de Ley 7539.

## Geografía
Laurel cuenta con un área de 188,85 km² y una altitud media de 20 m s. n. m.

## Demografía
Para el año 2022, Laurel cuenta con una población estimada de 12 472 habitantes, y para el último censo efectuado, en 2011, Laurel contaba con una población de 9148 habitantes.

## Localidades
- Poblados: Alto Vaquita, Bambito, Naranjo, Bella Luz, Bijagual, Caimito, Cangrejo Verde, Caracol de la Vaca, Cariari, Caucho, Cenizo, Colonia Libertad, Coyoche, Jobo Civil, Kilómetro 22, Kilómetro 25, Kilómetro 27, Kilómetro 29, Mango, Pueblo de Dios, Puerto González Víquez, Río Incendio, Roble, San Juan, Santa Lucía, Tamarindo, Vaca (Santa Rosa), Vereh, Zaragoza, La Campiña.

## Transporte

### Carreteras
Al distrito lo atraviesan las siguientes rutas nacionales de carretera:
- Ruta nacional 238
- Ruta nacional 608
- Ruta nacional 611